# Rosmalense Aa
De Rosmalense Aa is een beek die tussen Rosmalen en Den Bosch richting de Maas slingert. De Rosmalense Aa begint bij Wamberg als aftakking van de Aa en stroomt na ruim zeven kilometer bij Koornwaard in de Maas. Hoewel de afvoer van de beek bewust laag wordt gehouden, is de stroomsnelheid vrij hoog. 

## Geschiedenis
Nadat de route van de Zuid-Willemsvaart door de binnenstad van 's-Hertogenbosch onhandig was geworden voor de beroepsvaart (mede door het aantal bruggen), werd besloten om een omleiding te graven rechtstreeks naar de Maas: het Máximakanaal. Parallel aan dit binnenvaartkanaal werd de Rosmalense Aa gegraven als nieuwe ecologische verbindingszone tussen de Maas en het Aa-dal. De aanleg van beide waterlopen werd voltooid rond 2014. 

## Inrichting
Langs de Rosmalense Aa is een parkachtig landschap aangelegd. Het zuidelijke deel is ingericht als dynamisch beekdal, terwijl het middelste deel is ingericht als verlengstuk van de landgoederen Heinis en Heer en Beek. In het noordelijke deel loopt de Rosmalense Aa door het typische (door de Maas gevormde) rivierlandschap van kommen en oeverwallen. De monding van het beekje is speciaal ingericht voor de vismigratie. Verder bevindt zich langs vrijwel de gehele lengte van de Rosmalense Aa een bosstrook, waarmee het typische boskarakter van Landgoed Wamberg wordt voortgezet via de dekzandgronden tot in het rivierengebied. 

## Ecologie
Met de aanleg van de Rosmalense Aa hoopt men de migratie van dieren en planten tussen de Maas en de Aa aantrekkelijker te maken. Denk hierbij aan vissen (o.a. winde, kopvoorn, bermpje), zoogdieren (o.a. bever, waterspitsmuis), vlinders (o.a. pimpernelblauwtje), amfibieën (poelkikker, kamsalamander) en bijzondere vegetatietypen (o.a. pimpernelgraslanden).